# Tô Thanh Tùng
Tô Thanh Tùng (1944 – 19 tháng 7 năm 2017) là một nhạc sĩ nhạc vàng sáng tác từ trước năm 1975. Em trai ông là nhạc sĩ Tô Thanh Sơn.

## Cuộc đời
Ông sinh năm 1944 tại quận Hồng Ngự, tỉnh Châu Đốc, về sau thuộc về tỉnh Kiến Phong (ngày nay bao gồm thành phố Hồng Ngự, huyện Hồng Ngự và huyện Tân Hồng thuộc tỉnh Đồng Tháp). Lúc nhỏ, ông sống cùng gia đình tại Đồng Tháp.
Năm 1963, ông có sáng tác đầu tiên là bài Hồng Ngự mang tên em. Sang năm sau, ông lên Sài Gòn học trường Luật. Ở quán cà phê gần trường, ông quen một cô gái thu ngân tên Diễm nhờ viết bài Mắt diễm buồn cho ca sĩ Elvis Phương hát ở quán. Bốn năm sau, cuộc tình giữa ông và cô gái này kết thúc, Tô Thanh Tùng viết bài Giã từ nhưng không xuất bản. Sau khi học xong, ông về lại Hồng Ngự phụ gia đình kinh doanh.
Cho đến năm 1971, ông quen một cô gái ở Sa Đéc bèn đưa cô này lên Sài Gòn để hát thử bài Giã từ. Lúc đầu, nhạc sĩ Quốc Dũng đã phối âm nhưng khi đem trình cho nhạc sĩ Lê Dinh (lúc đó là trưởng phòng văn nghệ Đài Phát thanh Sài Gòn) thì Lê Dinh không đồng ý cho phát trên đài. Tuy nhiên, sau khi nghe băng cassette thì lại đồng ý cho phát vào "giờ vàng" chủ nhật. Bài hát gây chú ý cho khán giả Sài Gòn lúc bấy giờ. Nhà xuất bản Minh Phát lập tức ký độc quyền phát hành bài Giã từ. Sau đó, Tô Thanh Tùng viết tiếp một loạt bài như Xót xa, Mừng Chúa ra đời, Sao anh nỡ đành quên, Nhớ người tình phụ... mà trong đó bài Sao nỡ đành quên cũng là nói về một mối tình nữa của ông.
Sau sự kiện 30 tháng 4 năm 1975, ông làm Trưởng ban Văn công thị trấn Hồng Ngự trong ba năm. Sau đó, ông quay lại Thành phố Hồ Chí Minh lập nghiệp với đủ thứ nghề: bán xà bông, dầu gió, nước mắm, phụ tùng xe đạp, mở nhà may. Vào lúc kinh tế gia đình khá nhất với 2 cửa hàng cho thuê băng video thì vợ chồng ông lại trục trặc và đành phải chia tay. Ông giao lại cửa hàng video để vợ nuôi con, bán căn nhà ở đường Cao Thắng Quận 3, rồi sống rày đây mai đó, lúc ở nhà bạn bè, lúc ở nhà thuê, từ miền Tây đến miền Đông Nam bộ. Nơi định cư cuối cùng của ông là Bình Dương.
Năm 1979, ông phát hành album cassette “Tình ca hương lúa” với một số bài như Người hàng xóm, Hồng Ngự mang tên em,... do Nhật Trường và Bảo Yến hát. Có thể nói Tô Thanh Tùng là nhạc sĩ nhạc vàng đầu tiên trong nước sau năm 1975 dám phát hành album nhạc ngợi ca quê hương. Album bị nhiều người cho là "Nhạc vàng đội mồ sống dậy" nhưng vẫn được Sở Văn hóa, Thông tin Đồng Tháp đồng ý cho phát hành. Ông tiếp tục sáng tác nhạc quê hương (Giăng câu 1, 2,...), trong đó có bài Tình cây và đất năm 1988, đã nhận giải nhì cuộc bình chọn những bài hát viết về nông nghiệp nông thôn hay nhất thế kỷ 20 của Bộ Nông nghiệp và Phát triển nông thôn tổ chức năm 2009.
Tháng 8 năm 2015, ông bị bệnh ung thư tuyến tiền liệt di căn qua gan đã khiến cho chân trái của ông bị không đi lại được và phải chữa trị tại bệnh viện Bình Dân. Chi phí sinh hoạt của ông chủ yếu dựa vào tiền tác quyền ca khúc hàng tháng. Không có người thân nào kề bên chăm sóc, chỉ thỉnh thoảng ông mới được bạn bè, học trò ghé thăm nom. Trước hoàn cảnh của ông, đêm nhạc "Tình nghệ sĩ" số thứ 4 ngày 30 tháng 9 năm 2015 với sự tham gia của Đàm Vĩnh Hưng, Lệ Quyên đã giúp đỡ quyên tiền chữa bệnh ung thư cho ông và một số nghệ sĩ đang gặp khó khăn trong cuộc sống.
Ông qua đời vào hồi 8g15 sáng 19/07/2017 tại Bệnh viện Thành phố Sa Đéc sau hai năm chiến đấu với căn bệnh ung thư tuyến tiền liệt.

## Bài hát Giã từ
Khoảng năm 1967, khi đang ở Hồng Ngự, có người nhạc công trẻ tên Vi ở Tây Ninh tìm gặp Tô Thanh Tùng và hát cho ông nghe một bài hát. Nghe xong là ông cũng vừa viết một bài hát điệu bolero, có đôi chút ý tứ giống bài này và có hát lại cho Vi nghe. Một thời gian sau đó, ông viết lại bài Giã từ với giai điệu và ca từ hầu hết là của ông và phổ biến với tên chung là Tô Thanh Tùng - Văn Vi. Thực chất, bài hát này là do chính ông sáng tác.
Do người nhạc công giới thiệu tên không rõ, nên từ Băn Vi ông nghe nhầm thành Văn Vi.

## Sáng tác
Tô Thanh Tùng sáng tác khoảng 120 bài. Tuy nhiên theo ông thì vẫn chưa có bài nào là tâm đắc nhất.
- Ai về Đồng Tháp
- Biết đâu chừng
- Bông trời nở
- Bướm hoa
- Cám ơn em
- Chiếc xuồng
- Cho anh làm tình nhân
- Chú rể
- Chùa Hương thiếu em (thơ Dương Trọng Dật)
- Chưa nói cùng anh
- Chuyện tình yêu
- Con chim áo già
- Con nước tháng mười
- Còn lại mình tôi
- Cô ấy
- Dư ảnh (lời Bạch Lang)
- Dù anh nghèo (1973)
- Đàn ông đàn bà (Trái cấm)
- Điều chưa dám nói (thơ Huỳnh Dũng Nhân)
- Để quên một thời
- Đêm sông trăng (thơ Khắc Vân)
- Giã từ (1973)
- Giăng câu 1, 2
- Giọt buồn trăm năm
- Hai mà một (thơ Nguyễn Duy)
- Hạnh phúc quanh đây
- Hoa rong
- Hồng Ngự mang tên em
- Khúc tình ca Tân Hồng
- Mắt diễm buồn (1972)
- Miền quê yêu dấu
- Mẹ của tôi
- Mừng Chúa ra đời
- Ngôi tôn thờ (1971)
- Người đẹp trong mơ
- Người giữ vườn cò
- Người hàng xóm (thơ Nguyễn Bính)
- Người về từ Cali
- Nhớ người tình phụ (1974)
- Nhìn lá thu rơi
- Niềm vui
- Phiêu du
- Quê nhà
- Rụt rè bên hàng tre
- Sài Gòn về đêm
- Sao anh đành quên (với Thanh Tuấn) (1971)
- Thà em đi lấy chồng (lời Tường Nguyên)
- Tháp Mười quê hương tôi
- Thăm Huế
- Thằm lặng
- Tiễn biệt
- Tiễn đưa
- Tình cây và đất
- Tình đầu
- Tình xưa
- Trăng đồng nội
- Uyên uơng gãy cánh
- Ước thầm (thơ Nguyễn Bính)
- Về miền Tây
- Vòng hoa cho Trần Thế Vinh (1972)
- Vui chơi
- Xót xa (1971)
- Xuân và em